# Írásanalitika
Az írásanalitika az írás elemzésével foglalkozó 21. századi, tudományos szemlélet és módszertan. Elméletének megalkotása dr. Farkas László igazságügyi íráselemző szakértő nevéhez fűződik.
Az írásanalitika az írás fogalmát mint az auditív beszédet kiegészítő, rögzítő és az emberi gondolatnak erre a célra alkotott, speciális, egyetemlegesen elfogadott, viszonylag általánosan ismert jelentésű, vizuálisan érzékelhető, időhöz és térhez köthető jelekkel történő közlést, kifejezést, s egyben mindezek megörökítését értelmezi.
Az íráskép összetevői révén híven leképezi az íráshoz köthető adott kor arculatát, különböző jellemzőit, illetve az írás tárgyi elemeiből kiindulva feltárja az írásalkotás technológiáját. Önálló tudományterületként még nem jelent meg, ugyanakkor részelemeiben szorosan kapcsolódik egyes társadalom- és természettudományi területekhez.
Nem összekeverendő a grafológiával, amit tudományos bizonyítékok nem támasztanak alá, emiatt azt áltudománynak vagy tudományosan megkérdőjelezhető eljárásnak tartják.

## Funkció
Az írásanalitika az írást különféle, önálló és egymástól szét nem választható dimenzióival együtt vizsgálja, beleértve a keletkezéséhez köthető időbeliséget, a földrajzi térbeliséget, a történelem, a kultúra, a társadalmi-földrajzi folyamatok sajátosságait, az írófelületet és az íróeszközt, az írás készítőjét jellemző pszichés, anatómiai, genetikai vetületeket, és minden egyéb olyan tényezőt, amely az írásra hatást gyakorolhat.

## Kompetenciák
Az írásanalitikus kompetenciája kiterjedhet minden olyan területen való kutatásra, analízisre, közreműködésre, tanácsadásra és konzultációra, amely az írásanalitikai elmélethez köthető módszerek eredményeinek alkalmazásával kiegészítheti, vagy új megvilágításba helyezheti az írás sajátosságaival kapcsolatos információkat. 
Az írásanalitikus munkájának jól körülhatárolható és önálló része az írás – a duktum – vélhető létrejöttének különböző dimenziókhoz kötött feltárása (időbeliség, térbeliség, körülmények, hatások), amelyhez a kézeredet megállapítása és a speciális pszichikai és fizikai állapotra (fáradtság, kimerültség, kényszerítés, beszámíthatatlanság) vonatkozó utalás is hozzátartozik.
Az írásanalitikusi munka speciális eseteket is kezelhet, mivel az író személy – a duktor – személyes jelenléte, illetve közreműködése az analízisben nem feltétlenül szükséges. Így segítheti pl. a történelmi és a kulturális háttér egyértelműbb megvilágítását.

## Speciális vizsgálati területek
- Írásszemészet – célja tudományos alapossággal igazolni, alkalmas-e a kézírás a szemészeti állapot kimutatására, vannak-e a grafikumnak adekvát szemészetspecifikus sajátosságai. 2002-ben kezdték kutatni dr. Csizmazia Endre  szemész főorvos közreműködésével.
- Íráskép-földrajz – a kézírás alapján vizsgálja az emberi kultúra történetiségét, társadalomföldrajzi folyamatait, földrajzi jellemzőit. Az íráskép állandó változása révén híven leképezi egy adott kor arculatát, az egyedivé vált sztenderdizált íráselemek vizsgálata révén módot ad az adott személyiség megismerésére. Az íráskép-földrajz része a társadalomföldrajznak, szorosan kapcsolódik a kulturális földrajzhoz és az egészségföldrajzhoz. Az írás formai, tartalmi elemei révén az íráspszichológiához kötődik. Együtt jelenhet meg a paleográfiai és a kulturális földrajzi kutatások téziseivel és azokkal közös tudományos megállapításokat fogalmazhat meg. Legfontosabb társtudománya a kulturális földrajz.
- Vektorszemléletű megközelítés  – a kézírás optimalizációs folyamatát írja le.

## Speciális eszközök
- Rezonometria: az írásanalitika fontos mérési-vizsgálati-elemző eljárásként alkalmazott módszere a dr. Szidnai László klinikai írás-szakpszichológus által 2000-ben kidolgozott rezonometria.
- Szidnai–Kiss-féle grafométer: számítógéppel támogatott, írásanalitikai alapú íráselemző műszer, többcélú mérőeszköz. Hozzá tartozik egy személyi számítógéphez csatlakoztatható digitalizáló tábla, valamint egy speciális toll, amely az x/y koordinátákon kívül a pillanatnyi nyomásmértéket, sebességet és gyorsulást is képes felvenni. A grafométer a tábla fölött több milliméter magasan is képes érzékelni a toll helyzetét, így lehetővé válik a toll levegőben megtett útjának mérése és rögzítése is. A készüléket dr. Szidnai László pszichológus, okleveles írásanalitikus és Kiss András informatikai mérnök fejlesztette ki, 1994-ben. Alkalmazása jelenleg alapvetően kriminalisztikai területen történik.

## Képzés
A magyar írásanalitikai képzés másoddiplomás képzés keretében, 2007-ben kezdődött a Zrínyi Miklós Nemzetvédelmi Egyetem Kossuth Lajos Hadtudományi Karán. 2013-tól Az ELTE Pedagógia és Pszichológiai Kara hirdetett meg írásanalitikai alapú és elméletű íráselemző szakember szakirányú továbbképzési szakot.

## Lehetséges alkalmazások
- Paleográfiai
- Történelemkutatási
- Pszichológiai
- Klinikai
- Pedagógiai
- Kriminalisztikai
- Honvédségi, titkosszolgálati
- Vállalati
- Felsőoktatási
- Szemészeti
- Köznapi.

## Szakmai szervezet
Az írásanalitikusok szakmai és érdekképviseleti szervezete a 2013-ban alapított Magyar Írásanalitikai Tudományos és Érdekképviseleti Szervezet (MÍTÉSZ).

## Írásanalitikai Szemle
A szakmai folyóirat első alkalommal 2010-ben jelent meg. Alapító-főszerkesztő: dr. Farkas László.

## Nemzetközi konferencia
A Zrínyi Miklós Nemzetvédelmi Egyetem szervezésében 2010. február 26-27-én zajlott az I. Nemzetközi Írásanalitikai Konferencia, amelyen román, orosz és izraeli íráselemző szakemberek is szerepet vállaltak.

## Tudományos fokozat
Az első tudományos doktori (PhD) fokozat megszerzése: a Nemzeti Közszolgálati Egyetemen Farkas László 2013. február 12-én védte meg írásanalitikai témájú értekezését.